# NGC 3367
NGC 3367 (również PGC 32178 lub UGC 5880) – galaktyka spiralna z poprzeczką (SBc), znajdująca się w gwiazdozbiorze Lwa. Odkrył ją William Herschel 19 marca 1784 roku. Należy do galaktyk Seyferta.
W galaktyce tej zaobserwowano supernowe SN 1986A, SN 1992C, SN 2003aa i SN 2007am.